# Kemal Keçeci
Kemal Keçeci (* 10. März 1994 in Denizli) ist ein türkischer Fußballspieler.

## Karriere
Keçeci begann mit dem Fußball bei Serinhisarspor, welcher im Landkreis Serinhisar, Provinz Denizli liegt. Im Alter von 13 Jahren wechselte er in die Jugendabteilung von Denizlispor. Hier durchlief er die U-16- und U-17-Mannschaften und wurde dann in die Denizlispor Reserve (A2) hochgezogen. Im April 2011 bekam er einen Profivertrag bei der ersten Mannschaft.
Sein Profidebüt gab er in der TFF 1. Lig der Saison 2010/11 gegen Kayseri Erciyesspor, als er in der 86. Minute eingewechselt wurde.
Bei den darauffolgenden zwei Spielzeiten wurde er nur in der zweiten Mannschaft von Denizlispor eingesetzt. Zur Saison 2013/14 wurde er an Denizli Belediyespor verliehen, um Spielpraxis zu sammeln.